# Hannelore Unterberg
Hannelore Unterberg (* 28. Dezember 1940 in Altenburg; gebürtig Hannelore Neupert) ist eine deutsche Filmregisseurin und Drehbuchautorin.

## Leben
Die Tochter des Wirtschaftskaufmanns Werner Neupert und seiner Ehefrau Johanna war Mitglied einer Laienspielgruppe und leitete ab ihrem 14. Lebensjahr unter anderem eine Musik- und eine Kabarettgruppe. Nach ihrer Ausbildung zur Kindergärtnerin war sie ab 1958 Hortleiterin in der Zentralschule Lehndorf.
1967 begann sie ein Regiestudium an der Deutschen Hochschule für Filmkunst. Sie beendete ihr Studium 1971 mit dem Diplomfilm Von einem, der auszog, das Lügen zu lehren. 1972 bis 1978 arbeitete sie für die DEFA als Dramaturgieassistentin und war unter anderem für die Synchronfassung des Drehbuchs Drei Haselnüsse für Aschenbrödel verantwortlich.
Unterberg spezialisierte sich auf Kinderfilme und gab 1974/75 mit Bratpfanne und Orchester ihr eigentliches Regiedebüt. Es handelt sich hierbei um ein Musical für Kinder mit zahlreichen Trickfilmeinlagen und Unterbergs erstem Sohn Tobias (* 1968) als Hauptdarsteller. 1981 wurde sie Leiterin der Arbeitsgruppe „Filme für Kinder“. Ihr Film Isabel auf der Treppe über ein chilenisches Mädchen in der DDR nach einem Hörspiel von Waldtraut Lewin fand besondere Aufmerksamkeit.
Nach der Wende wurde ihr Vertrag mit der DEFA 1991 gekündigt. Seither erhielt sie nur noch wenige Regieaufträge, unter anderem für Episoden der ZDF-Serien Achterbahn und Karfunkel. Für ihre Produktionen Konzert für eine Bratpfanne und Orchester, Isabel auf der Treppe und Das Mädchen aus Tschernobyl erhielt Unterberg internationale Auszeichnungen.

## Filmografie (Auswahl)
- 1970: Der Mann und der kleine Junge (auch Drehbuch)
- 1971: Von einem, der auszog, das Lügen zu lehren
- 1976: Konzert für Bratpfanne und Orchester
- 1984: Isabel auf der Treppe
- 1986: Der Junge mit dem großen schwarzen Hund
- 1987: ...und ich dachte, du magst mich
- 1989: Verflixtes Mißgeschick! (auch Drehbuch)
- 1994: Das Mädchen aus Tschernobyl (Serie Karfunkel)
- 2004: Wir sind die Kinder von der Herderschule